# Hans Graf (pianista)
Hans Graf (ur. 16 marca 1928 w Wiedniu, zm. 9 stycznia 1994 tamże) – austriacki pianista i pedagog muzyczny.

## Życiorys
Hans Graf urodził się i wychował w Wiedniu jako syn policyjnego prawnika Josefa Grafa (1895–1966) z tytułem wirklicher Hofrat (tytuł honorowy nadawany wyższym urzędnikom państwowym), i byłej guwernantki Rosy (z domu Kramreiter; 1885–1959). Lekcje gry na fortepianie i na skrzypcach pobierał już w dzieciństwie. Pod koniec drugiej wojny światowej Graf został powołany jako licealista do służby w jednostce obrony przeciwlotniczej, którą odbywał w miejscowości Langenzersdorf i w Szóstej Dzielnicy Wiednia (Esterházypark). Maturę zdał w 1946 roku, i rozpoczął studia na kierunku architektury na Wyższej Szkole Technicznej w Wiedniu. Poza programem szkolnym został jako trębacz członkiem „Technische Tanz-Band” (Technicznej Grupy Tanecznej, TTB), orkiestry tanecznej Wyższej Szkoły Technicznej. W 1947 roku Graf zdał egzamin wstępny z gry na fortepianie na ówczesną Wiedeńską Akademię Muzyczną (Wiener Musikacademie), dzisiaj znaną jako Uniwersytet Muzyki i Sztuk Dramatycznych w Wiedniu (Universität für Musik und darstellende Kunst Wien), gdzie został studentem Bruno Seidlhofera. Następnie Graf przerwał studia architektury by poświęcić się całkowicie muzyce. Poza nauką pod kierunkiem Seidlhofera pobierał lekcje kontrapunktu i kompozycji u Alfreda Uhla. W 1949 roku zdał pierwszy egzamin państwowy, i został finalistą w Międzynarodowym Konkursie Muzycznym w Genewie w 1950 roku. Po zdaniu egzaminu dyplomowego z fortepianu w 1951 roku Graf zadebiutował w tym samym roku jako solista w wiedeńskim Konzerthaus. W kolejnych latach zagrał wiele koncertów: w 1952 na Czwartym Międzynarodowym Konkursie Muzycznym im. Królowej Elżbiety Belgijskiej w Brukseli, w 1953 w pierwszym Międzynarodowym Konkursie Muzycznym ARD w Monachium (International ARD Music Competition in Munich), w 1954 powtórnie brał udział w Międzynarodowym Konkursie Muzycznym w Genewie, gdzie zajął drugie miejsce, i znowu w Brukseli w 1956 roku w Międzynarodowym Konkursie Muzycznym im. Królowej Elżbiety Belgijskiej, gdzie został jednym z finalistów obok Władimira Aszkenaziego, Lazara Bermana, Andrzeja Czajkowskiego, Johna Browninga i Tamása Vásáry. W międzyczasie Graf poślubił w 1953 roku brazylijską pianistkę Carmen Vitis Adnet. W 1955 roku zamieszkał z nią w Rio de Janeiro, gdzie ich córki Beatriz i Clarissa urodziły się w 1955 i 1958 roku. W 1957 roku został wraz z Hans-Joachimem Koellreutterem i innymi założycielem Seminários de Música Pro-Arte do Rio de Janeiro. W 1958 roku przyjął zaproszenie Hansa Sittnera by powrócić do Wiednia, gdzie prowadził zajęcia z gry na pianinie na Wiedeńskiej Akademii Muzycznej (obecnym Uniwersytecie Muzyki i Sztuk Dramatycznych w Wiedniu) do swego odejścia na emeryturę w 1991 roku. Począwszy od roku 1963 Graf często uczył na podobnych uczelniach w Europie (Sewilla, Bilbao, Porto), Ameryce Południowej i Japonii. Zasiadał w jury międzynarodowych konkursów pianistycznych, takich jak Międzynarodowy Mistrzowski Konkurs Pianistyczny im. Artura Rubinsteina czy Międzynarodowy Konkurs Pianistyczny im. Palomy O’Shea w Santander. Dołączył także do projektu założycielskiego Wiedeńskiego Konkursu Beethovenowskiego (Wiener Beethoven-Wettbewerb) zapoczątkowanego przez Josefa Dichlera i Richarda Hausera. Graf przerwał swą karierę wykładowcy w Wiedniu dwukrotnie (w 1971/72 i 1974/75) by przyjąć pozycję wizytującego profesora na Szkole Muzycznej Jacobsa na Uniwersytecie Indiany w Bloomington, USA. Po operacji serca w 1985 roku zmuszony był ograniczyć swe występy koncertowe. Ale w 1989 roku sfinalizował kolejne nagranie, które później zostało wydane jako CD. Zawierało interpretację Johanna Sebastiana Bacha „Sztuka Fugi” w adaptacji Bruno Seidlhofera na cztery ręce, zagranej z córką Clarissą Graf Costa.
Zmarł w wieku 65 lat w Wiedniu.

## Odznaczenia i wyróżnienia
- Honorowy członek Akademii Muzycznej Lorenzo Fernandez (Rio de Janeiro) – Academia de Música Lorenzo Fernandez
- Srebrny Medal Miasta Stołecznego Wiednia (1988)
- Brazylijski Narodowy Order Krzyża Południa (1988)
- Austriacka Odznaka Honorowa za Zasługi na Rzecz Nauki i Sztuki

## Dyskografia
- „Die Kunst der Fuge BWV 1080”, aranżacja Bruno G. Seidlhofer, Clarissa Graf Costa & Hans Graf (fortepian na cztery ręce), Edycja Extraplatte, Wiedeń, Austria, 1989.
- „Saxophone Colors”, Eugene Rousseau (saksofon), Hans Graf (fortepian), Edycja Delos, San Francisco, USA, 1992.
- „20th Century Music for Wind Instruments”, The Vienna Symphony Woodwinds: Kamillo Wanausek (flet), Friedrich Wächter (obój); Richard Schönhofer (klarnet); Ernst Mühlbacher (trąba); Leo Cermak (fagot); Hans Graf (fortepian). Edycja ABC Paramounts „Westminster”.
- „Chopin: Variationen über ein Thema von Mozart «La ci darem la mano»”, Wiener Academia Orchester, Hans Graf (fortepian), Armando Mota (dyrygent), Edycja Todomusica, Lisboa, Portugalia.